# 鳥取東照宮

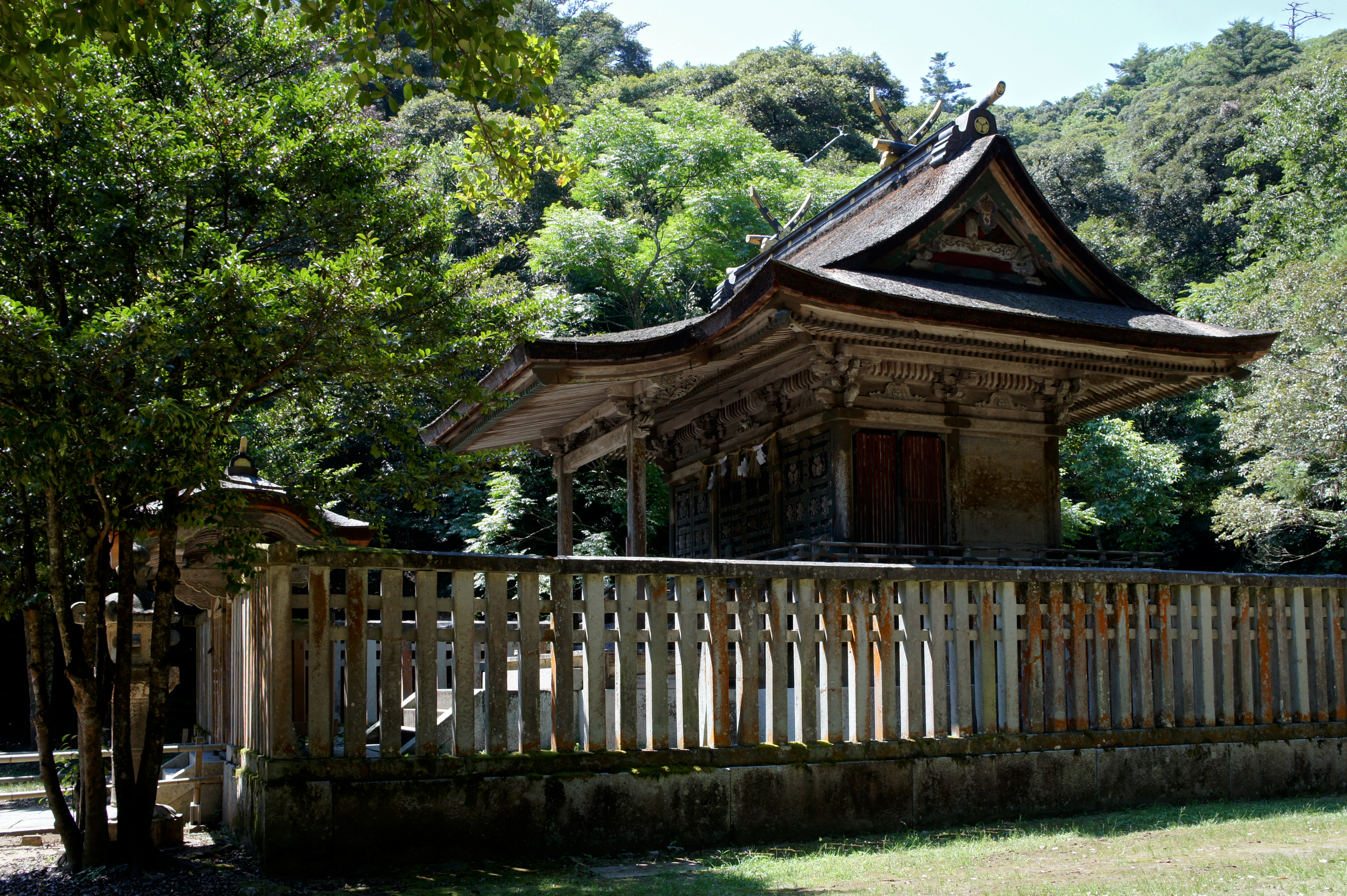
本殿（重要文化財）

鳥取東照宮（とっとりとうしょうぐう）は、鳥取県鳥取市にある神社。江戸時代の創建より因幡東照宮（いなばとうしょうぐう）と称され、明治7年（1874年）から平成23年（2011年）までは樗谿神社（おうちだにじんじゃ）と称されていた。祭神は、主神として東照大権現を祀り、配神として池田忠継・忠雄・光仲・慶徳を合祀する。本殿・拝殿・幣殿・唐門の4棟の建造物は、国の重要文化財に指定されている。

## 歴史
鳥取藩初代藩主池田光仲によって造営された。光仲はわずか3歳で藩主となり、慶安元年12月（1649年）に藩主となって16年目にして初のお国入りを果たした。この際、藩主としての威厳を示すため、幕府に願い出て鳥取城下への東照宮勧進を許可された。光仲の父・忠雄の生母は徳川家康の次女・督姫で、光仲自身は家康の曾孫となる。光仲が曾祖父・家康を追慕しての東照宮勧進でもあり、かつては豊臣系大名の雄として知られた池田家が幕府への恭順の意を示すための勧進でもあった。慶安3年（1650年）に因幡東照宮が完成した。
明治7年（1874年）3月、樗谿神社に改称、池田忠継（光仲の伯父）・忠雄（光仲の父）・光仲を合祀、同時に県社に列格する。さらに明治11年（1878年）、最後の藩主・慶徳を合祀する。
平成23年(2011年)10月、本来の名称が「因幡東照宮」であったとの理由から鳥取東照宮に改称した。

## 境内
- 本殿 - 桁行3間、梁間2間、一重、入母屋造、向拝一間、檜皮葺。本殿扉上の桁には鷹の彫刻があり、左甚五郎の作と伝わる。
- 唐門
- 拝殿および幣殿
- 神門（移築武家屋敷門）
- 随神門

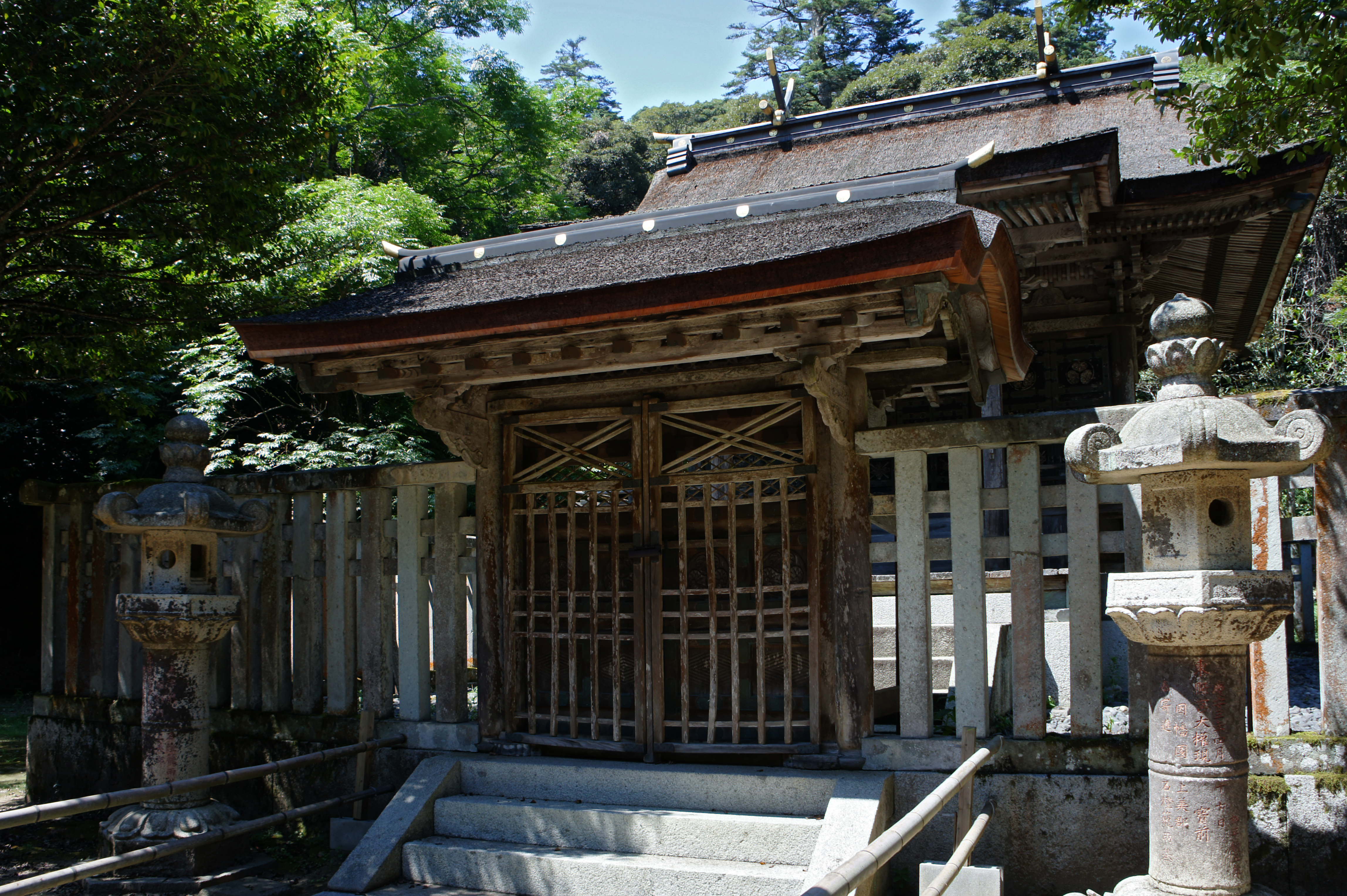
唐門（重要文化財）
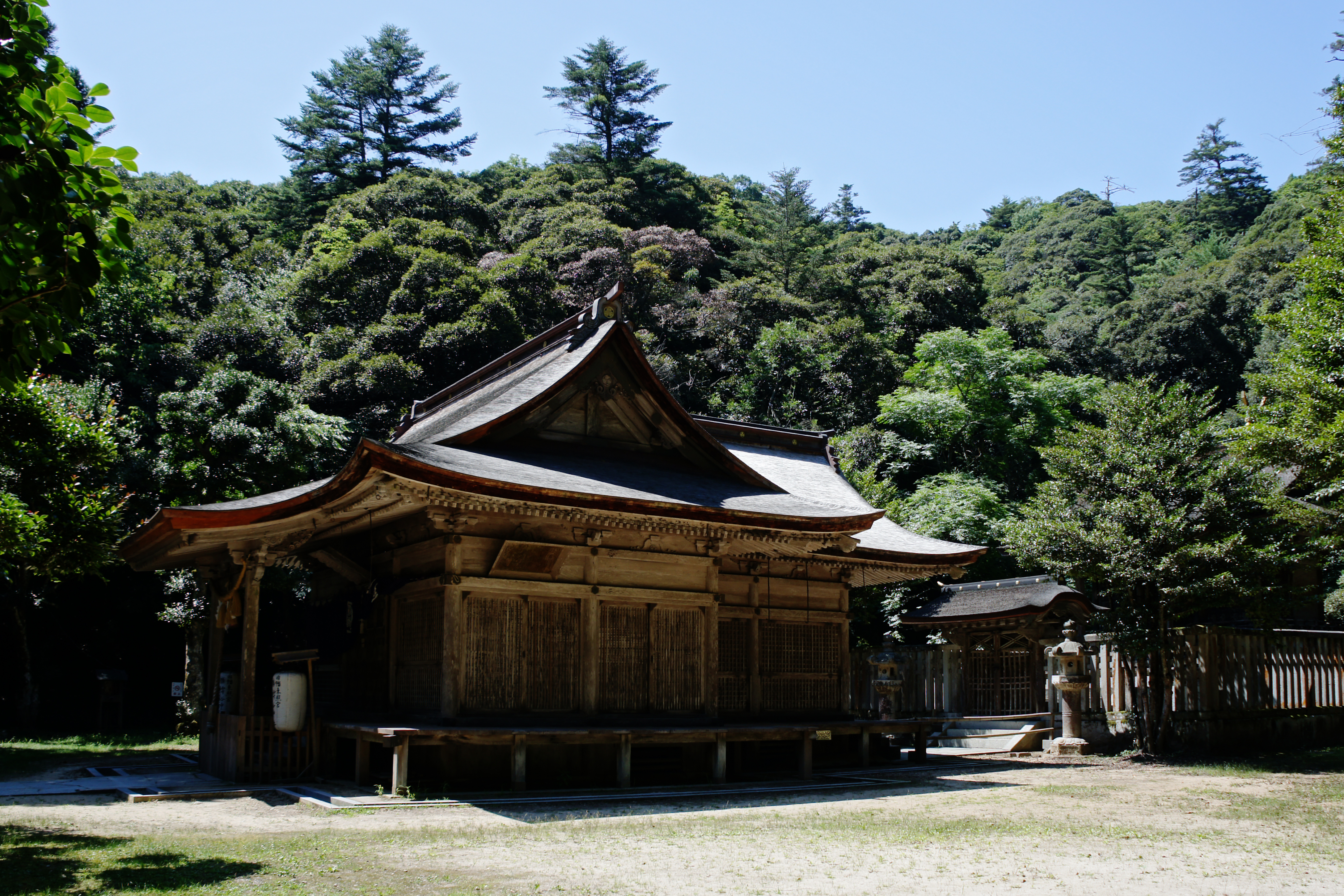
拝殿および幣殿（重要文化財）
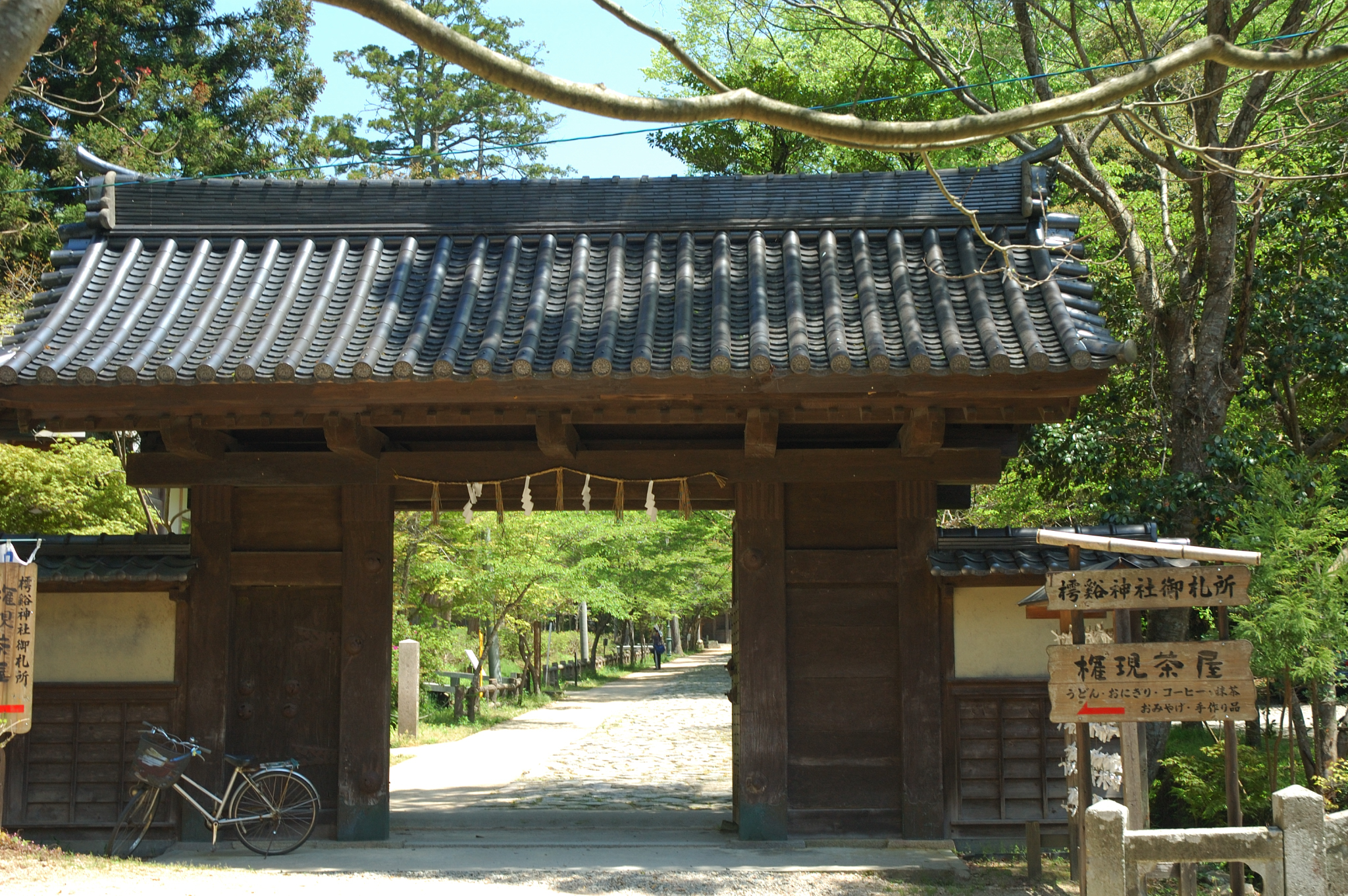
神門（移築武家屋敷門）
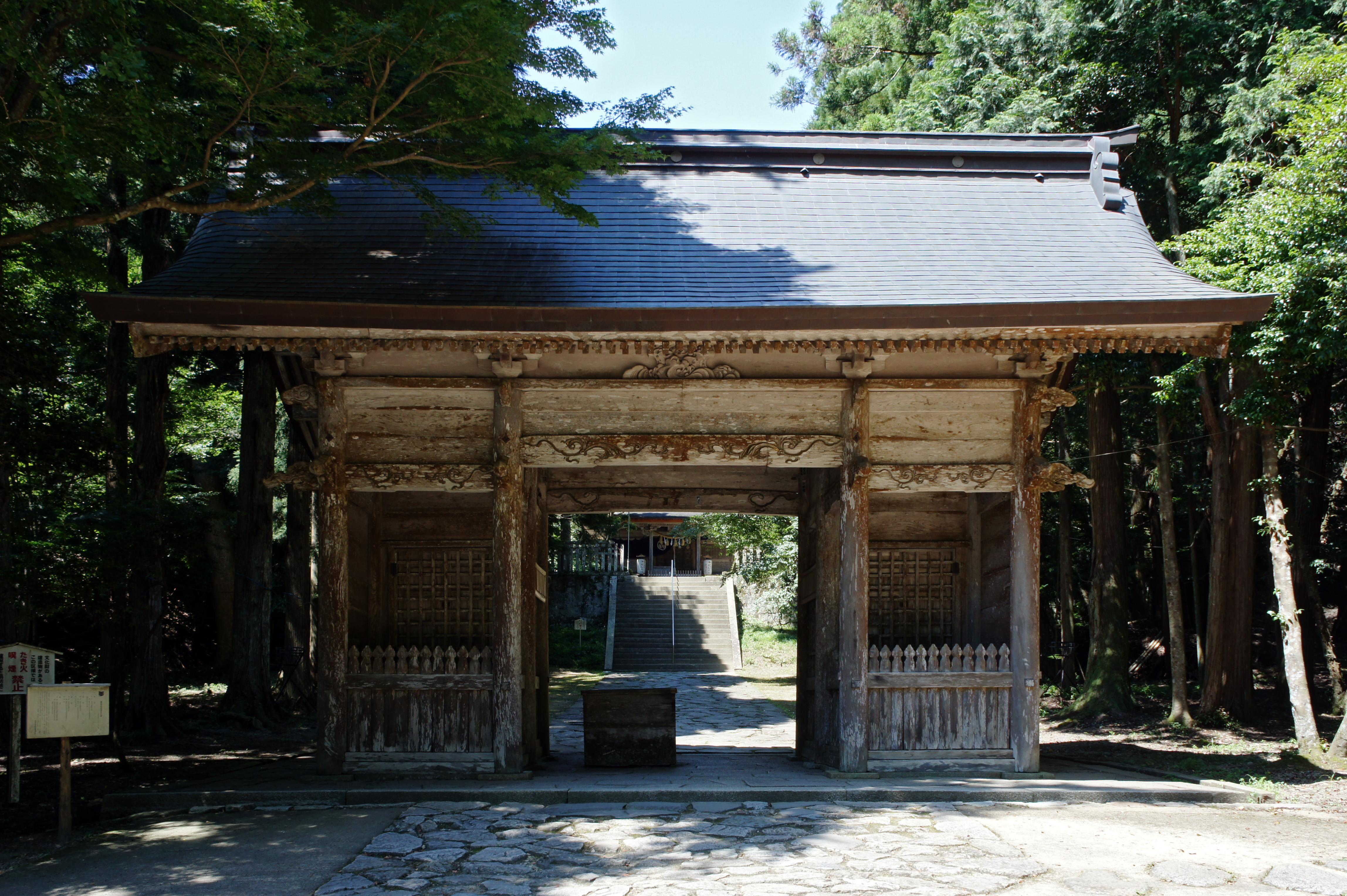
随神門

## 文化財

### 国の重要文化財
- 本殿 - 慶安3年（1650年）建立。昭和27年（1952年）7月19日指定
- 唐門 - 慶安3年（1650年）建立。昭和27年（1952年）7月19日指定
- 拝殿および幣殿 - 慶安3年（1650年）建立。昭和27年（1952年）7月19日指定

### 鳥取県指定保護文化財
- 三十六歌仙額（狩野探幽作）
- 太刀－信濃大掾藤原忠国玉纏太刀式の太刀拵
- 太刀－信濃大掾藤原忠国第一太刀式の太刀拵
- 太刀－信濃大掾藤原忠国錺剣（飾太刀）拵
- 太刀－伯耆国倉吉住人播磨大掾藤原正綱

## 祭事・イベント
- 鳥取東照宮秋祭り
  - 楽市楽座市

## 周辺

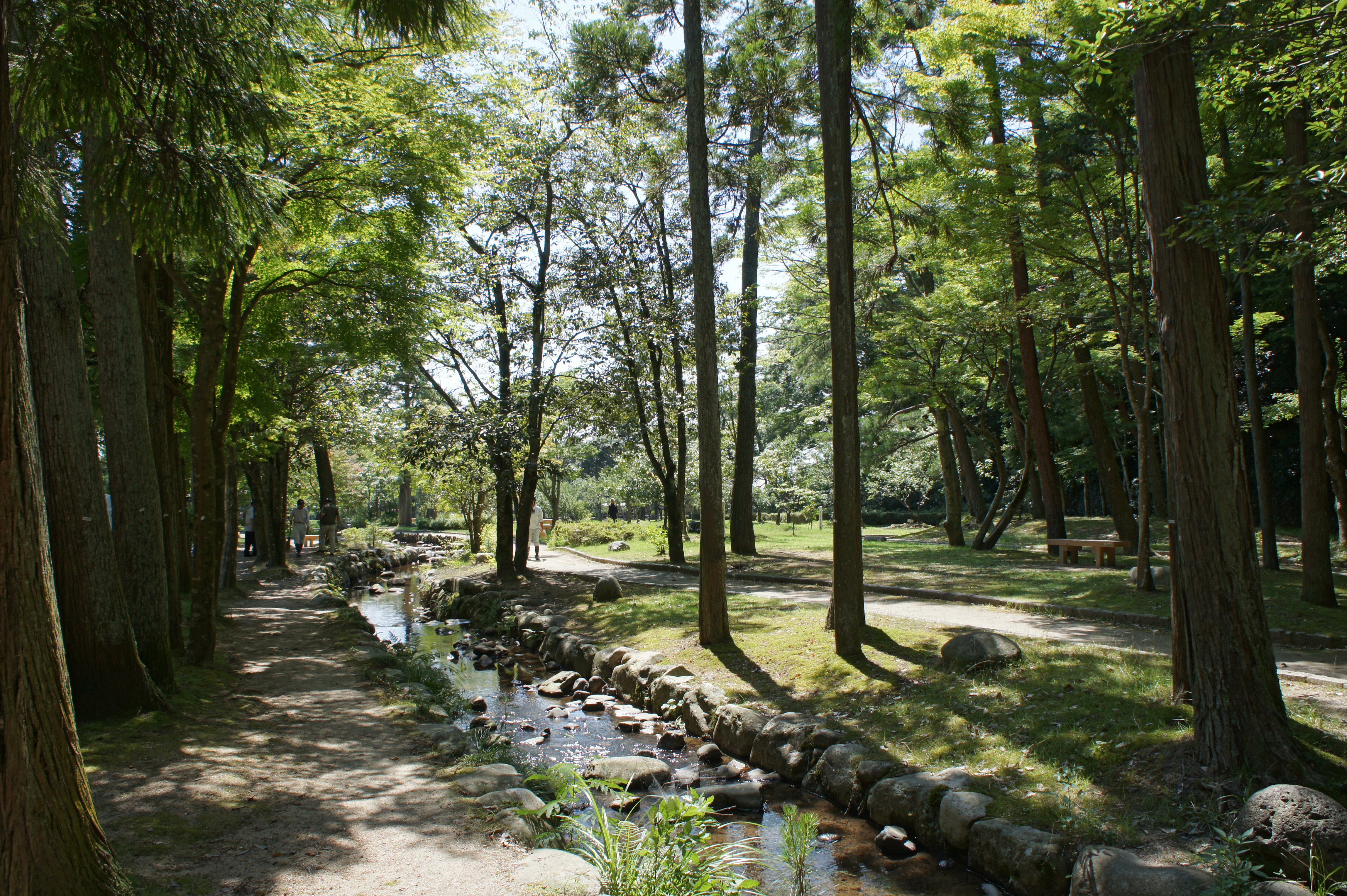
神社参道の樗谿公園

神社参道は樗谿公園となっており市民の憩いの場となっている。鳥居前には鳥取市歴史博物館「やまびこ館」がある。また、参道脇の池などは市街地では珍しいホタルの名所となっている。
- 樗谿公園
- 鳥取市歴史博物館やまびこ館
- 興禅寺
- 廣徳寺
- 観音院

## アクセス
- JR鳥取駅より市内循環バス「くる梨」赤コースで12分、樗谿公園やまびこ館前停留所下車、徒歩5分